# Sad (sura)

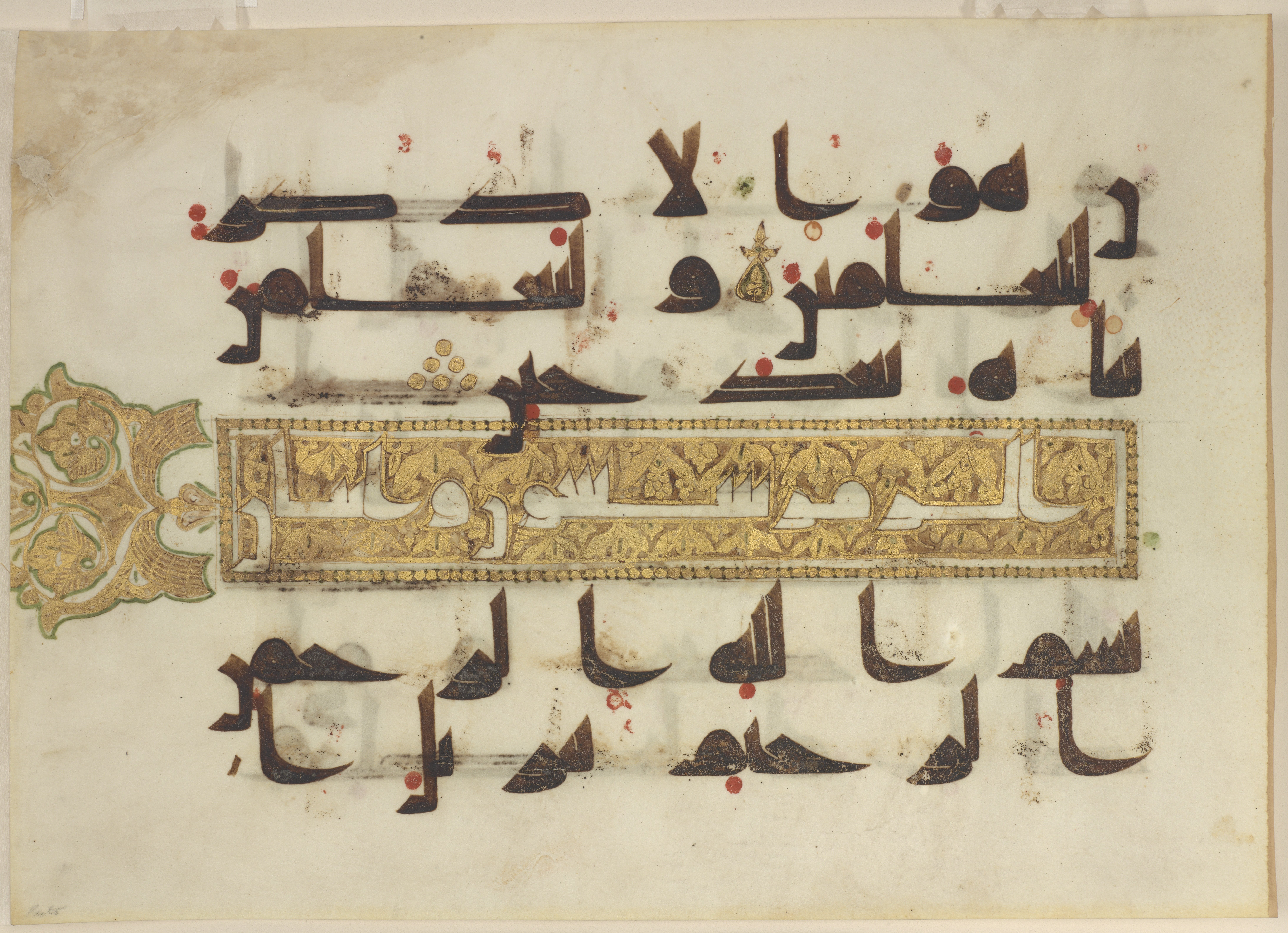
Surans sista två verser (87 & 88) i ett manuskript från 700–800-talet. Verserna lyder: "Denna (Skrift) är ingenting mindre än en påminnelse till alla folk; innan lång tid har gått, kommer ni helt säkert att inse dess sanning." Efter dessa följer första versen av sura 39.

Sād (arabiska: سورة ص) (bokstaven "sad") är den trettioåttonde suran i Koranen med 88 verser (ayah). Den är från Mekka-perioden.